# Форманти звуків
Формантами називаються обертони, з яких складається певний звук мови. Звуки мови відрізняються один від одного насамперед набором обертонів. Визначальними в розпізнаванні голосних звуків є перші дві форманти. Наприклад, за деякими даними, для а - це приблизно 700 і 1200 Гц, для о - 400 і 800 Гц, для у - 300 і 700 Гц, для і - 200 і 2200 Гц, для и - 300 і 1900 Гц, для е - це 400 і 1600 Гц ( у вимові різних людей висота формант неоднакова).

Ті звуки, у яких перша і друга форманти досить близькі одна до одної, називаються компактними (наприклад [o] і [y]). Якщо обидві форманти далекі одна від одної, то це - дифузні звуки (наприклад, [o] - [і]). Висоту звука визначає друга форманта: з цього погляду до низьких звуків належить у, до високих - і.

Ненаголошені голосні, які творяться поряд, тобто компактні звуки, можуть сплутуватися.

Сплутування можливе в таких чотирьох парах голосних:

| в інститут - IV - (і, и) |
| ------------------------ |

| весна - І - (и, е) |
| ------------------ |

| зозуля - ІІІ - (у, о) |
| --------------------- |

| погано - ІІ - (о,а) |
| ------------------- |

Ненаголошені голосні [i], [y], [a] вимовляється досить виразно, мало чим відрізняючись якісно від наголошених.
Щодо приголосних, то їхню акустичну природу ще як слід не вивчено.
У різних мовах ті самі на перший погляд звуки різняться деякими своїми формантами (наприклад, звук [a] в українській, російській, англійській, німецькій, французькій мовах звучить трохи інакше, тому що не всі його форманти в цих мовах однакові.)
Формантою також називають призвук, що надає звучанню музичного інструмента або голосу характерного забарвлення - тембру. Для відбиття і посилення форманти , тобто будь-якого звука, струнні й музичні інструменти мають деку (частина корпуса, (коробки)). Коли притискується струна до різних точок грифа музичних інструментів, вона відтягується більше або менше, відповідно змінюється амплітуда коливань. Що більша кількість коливань за одиницю часу, то вищий звук, що підсилюється декою, яка служить резонатором.